# Theo Steeman
Theo Steeman (4 augustus 1958) is een Nederlands strip- en reclametekenaar.
Aanvankelijk werkte hij samen met Fred Julsing, onder andere aan Witte's Dagboek. Later begon hij zijn eigen serie, Joachim en Iris. In de jaren 80 maakte hij samen met schrijver Janwillem van de Wetering een stripversie voor Grijpstra en De Gierverhalen De kat van brigadier de Gier en Mosseleters in de Leeuwarder Courant. Deze verhalen verschenen ook samengebundeld in boekvorm en in het Fins. 
Theo Steeman tekent ook voor reclame. Hij is de zoon van striptekenaar Jan Steeman, de  tekenaar van Noortje.